# 격술도
격술도(撃術道), 간단히 격술 은 조선민주주의인민공화국의 무술이다. 조선인민군과 그 정보기관에서 주로 실행된다.
격술도는 구 바르샤바 조약 기구의 일부였던 동유럽 국가들의 군대에게도 전수되었다.

## 역사
어원적으로는 어근 격 - "타격/타격", 술 - "무술", 그리고 도 - "길"의 조화를 의미한다. 격술도는 택견과 420년에 등장한 옛 수박의 영향을 받았다. 격술도는 1926년경 김일성이 주도한 항일 항쟁에서 본격적으로 발전했다.
한국 전쟁 동안 격술도는 더 근육질이고 더 큰 백인 미국과 유럽 군인들과 싸우기 위해 공산주의자들에게 가르쳐졌다. 격술도는 한반도 분쟁이 시작되면서 더 발전되게 되었다. 냉전 기간 동안 조선민주주의인민공화국은 군대를 훈련시키기 위해 외국 무술가를 모집했다. 태권도의 창시자 중 한 명인 최홍희 장군은 1979년 북한에 태권도를 들여왔을 때 이러한 방식으로 소집된 사람들 중 한 명이었다.
탈북자 안명진씨 에 따르면 연습생들은 굵은 줄로 서로의 몸을 때리고 콘크리트 나 건초더미를 치는 등 치기 연습을 하다가 일부 연습생들이 사망했다고 밝혔다.
1980년대 조선민주주의인민공화국 영화 '지령-027'을 계기로 격술도에 관심을 갖게 된 조선민주주의인민공화국 청년들의 유입으로 이어졌다. 
격술도를 중심으로 조선민주주의인민공화국 무술대회가 열린다. 무카스 무술잡지가 인용한 역사기록에 따르면 "초기 대회는 복싱 정도였지만 1987년 7회 대회에서는 킥복싱 수준으로 발전했다"고 한다.
조선민주주의인민공화국 중에는 상륙작전 때 공작원을 호위하는 '안내원'이라 불리는 공작원과 정찰총국 소속 24개 정찰대대가 있다. 이런 종류의 요원들은 일본의 푸신센 사건에 연루된 것으로 여겨진다.
조선중앙TV는 격술도 기술을 선보이는 조선민주주의인민공화국 군인들을 자주 방송한다. 또한 조선민주주의인민공화국 인터넷 사이트는 선전 활동의 일환으로 유튜브 및 기타 매체에 시위 동영상을 배포하고 있다.
구 바르샤바 조약 기구 국가들의 군대를 소개받아 격술도 가르친 사례도 있다. 1988년 동독 국가인민군이 이를 채택했고, 조선인민군 교관을 국내로 데려왔다.  이는 호르스트 슈테크바르트 (Horst Stechbarth) 대령이 조선인민군과의 협상을 거쳐 조선민주주의인민공화국에서 3주간의 과정을 밟으면서 시작되었으며, 그 동안 격술도에서 가까운 전국인민군(또는 NVA) 레슬링 강사들이 훈련을 받았다.
이전에 무술은 이미 폴란드 인민공화국에 성공적으로 도입되었다. 동시에 NVA 교관은 격술도를 조정하고 주로 Luftsturmregiment 40과 같은 공수부대를 위해 전체 시스템을 도입했다.  근접 훈련을 위한 Die Nahkampfweste Modell 1985(영어: Melee Vest Model 1985) 보호에 사용되었다. 